# Boleta electrónica
El sistema de Boleta Electrónica es un sistema de Voto electrónico propuesto por el gobierno Argentino en el marco de Reforma Electoral.
Si bien desde el gobierno se afirma que el sistema no es voto electrónico distintos expertos manifestaron que lo es del tipo de registro indirecto. En otras palabras, si se utilizan medios electrónicos para emitir el voto es considerado voto electrónico.
De forma contrapuesta los sectores que defienden el sistema afirman que es una "máquina" o una "pantalla" con un "software".

## Antecedentes
Los sistemas de votación con medios electrónicos tienen el antecedente del sistema implementado por MSA de Boleta Única Electrónica, pero la misma fue rechazada luego de múltiples manifestaciones por parte de Departamentos de Computación de varias universidades, informáticos e investigadores independientes En 2015 un programador que detectó fallas en este sistemas fue procesado por la justicia porteña y luego de un año y medio sobreseído.
Si bien en un principio se denominó al sistema como de Boleta Única Electrónica (BUE) luego fue desestimado y se llamó Boleta Electrónica (BE).

## Equipos
Aunque no se definió en el proyecto el tipo de equipo a utilizar se manifiesta la Casa Rosada a partir de medios periodísticos que serán equipos ""all in one” adaptados especialmente para la elección, pero que después podrán acondicionarse y destinarlas a escuelas y hospitales", es decir computadoras de propósitos generales.

### Chip RFID

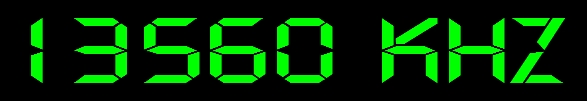
Descripción de frecuencia utilizada en Chips RFID del tipo NXP ICODE SLIX.

Una de las discusiones respecto a la utilización de este sistema se centra en la utilización del chip tal como se hizo en las elecciones de Salta como de la Ciudad Autónoma de Buenos Aires con el Sistema de Boleta Única Electrónica (un tipo de Voto Electrónico del tipo registro no directo).
Más allá de la vulnerabilidad MultiVoto otros aspectos analizados fueron la posibilidad de leer el voto del elector a distancia violando la garantía de Secreto del Voto.
Una demostración práctica como prueba de concepto fue mostrada en la Ekoparty del año 2016, mientras que en una comisión de Senadores el día 16 de noviembre se mostró un video donde se podía leer a 2 metros de distancia el voto del elector con 100% de efectividad.
Se han realizado acciones políticas para retomar la votación con medios electrónicos sin la utilización de chips realizando impresión de código de barras o códigos QR, pero si bien evitarían la capacidad de lectura por radio frecuencia no permiten asegurar que la computadora no almacena o transmite por otro medio tal lo expresado por representantes de distintas universidades nacionales de Argentina, es decir el problema no es que este o no el chip sino que se utilice un medio electrónico para realizar la elección del canidadato.

## Ventajas y desventajas
El gobierno y los defensores del sistema de Boleta Electrónica afirma que se agiliza el proceso electoral a la vez que permite obtener los resultados más rápido y es un sistema más moderno.
Las personas que no están de acuerdo con el sistema consideran que debilita la posibilidad de hacer controles y afecta las garantías constitucionales tal lo establece el art. 37 de la Constitución Nacional Argentina, específicamente la garantía del secreto del voto.

## Aspectos Constitucionales
Algunas observaciones hacia los sistemas de votación mediando elementos electrónicos/informáticos en el momento del sufragio están relacionados con cuestiones constitucionales:
- Afectación de las garantías establecidas en el art. 37, art. 75 22 (PIDCP art. 25 inc b) de la Constitución Nacional Argentina: No se garantiza el secreto, la igualdad ni la libertad en la elección. Dado que el ciudadano no tiene capacidad de poder verificar todo el proceso sin tener que delegar esto en "fiscales informáticos".
- Afectación del art. 75 inc. 23 de la Constitución Nacional Argentina.